# Mary Harrison

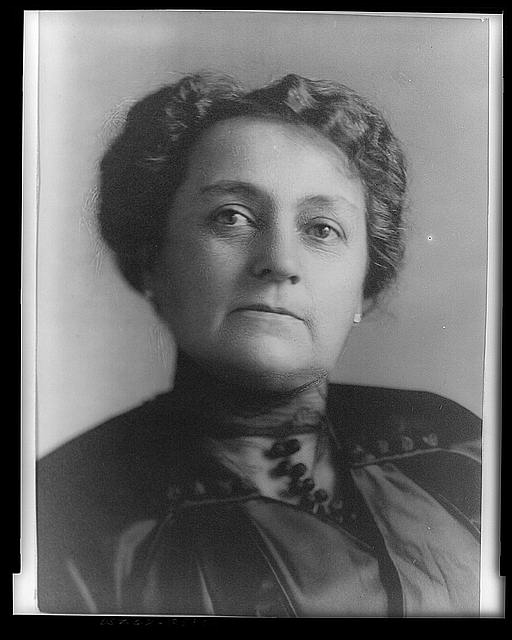
Mary Dimmick Harrison gefotografeerd in 1914

Mary Scott Lord Dimmick (Honesdale, 30 april 1858 - New York, 5 januari 1948) was de tweede echtgenote van de voormalige Amerikaanse president Benjamin Harrison.
Mary Scott Lord huwde in 1881 met Walter Dimmick die drie maanden na het huwelijk overleed. Ze was dus al weduwe toen ze in 1896 huwde met de voormalige Amerikaanse president Benjamin Harrison. Mary was een nicht van Harrisons eerste vrouw Caroline Harrison. Het paar vestigde zich in Indianapolis, waar hun dochter Elizabeth Walker in 1897 geboren werd en waar Harrison in 1901 overleed. Mary overleefde haar echtgenoot bijna 47 jaar.
- International Standard Name Identifier: 0000 0000 2947 0621
- Library of Congress Control Number: n91006832
- Virtual International Authority File: 60716085
- WorldCat: E39PBJtcH3hqfqgDwmDtFCdqQq